# Pablo Michelini
Pablo Andrés Michelini (Sunchales, Santa Fe, 7 de octubre de 1973) es un exfutbolista argentino que vistió las camisetas de Deportivo Español, Racing y San Lorenzo.

## Trayectoria
Debutó en 1992 en la victoria por 2 a 1 entre Deportivo Español y Gimnasia de La Plata. En el Gallego jugó 87 partidos y convirtió 3 goles. En 1994 pasó a Racing donde jugó 5 temporadas (167 partidos y 4 goles). Fue transferido a San Lorenzo en 1999, donde debutó el 29 de agosto del mismo año en la victoria de su equipo frente a Talleres de Córdoba. En San Lorenzo disputó 204 partidos y convirtió 11 goles. Además ganó 3 títulos: el Torneo Clausura 2001, la Copa Mercosur 2001 y la Copa Sudamericana 2002.
Se retiró del fútbol profesional el 2 de julio de 2005 en un partido en el que San Lorenzo derrotó a Racing Club por 1 a 0 jugando solo los primeros 5 minutos en donde metió la asistencia para el gol de Germán Herrera a los 2 minutos disputados. Esta decisión de retirarse a los 31 años se debió a una dura lesión en la rodilla que arrastraba hace tiempo.

## Después del fútbol
Después de su retiro fue, durante ocho meses, director deportivo del club en donde trabajó "ad honorem". Actualmente se dedica al negocio de los hidrocarburos en donde es dueño de varias estaciones de servicio.

## Clubes
| Club              | País      | Año         |
| ----------------- | --------- | ----------- |
| Deportivo Español | Argentina | 1991 - 1994 |
| Racing Club       | Argentina | 1994 - 1999 |
| San Lorenzo       | Argentina | 1999 - 2005 |

## Palmarés

#### Campeonatos nacionales
| Título           | Club        | Sede         | Año      |
| ---------------- | ----------- | ------------ | -------- |
| Primera División | San Lorenzo | Buenos Aires | C - 2001 |

#### Campeonatos internacionales
| Título            | Club        | Sede         | Año  |
| ----------------- | ----------- | ------------ | ---- |
| Copa Mercosur     | San Lorenzo | Buenos Aires | 2001 |
| Copa Sudamericana | San Lorenzo | Buenos Aires | 2002 |